# Abbazia di Mirasole
Mirasole è un'abbazia della prima metà del XIII secolo, che si trova presso Milano, nell'omonima località del comune di Opera.

## Storia

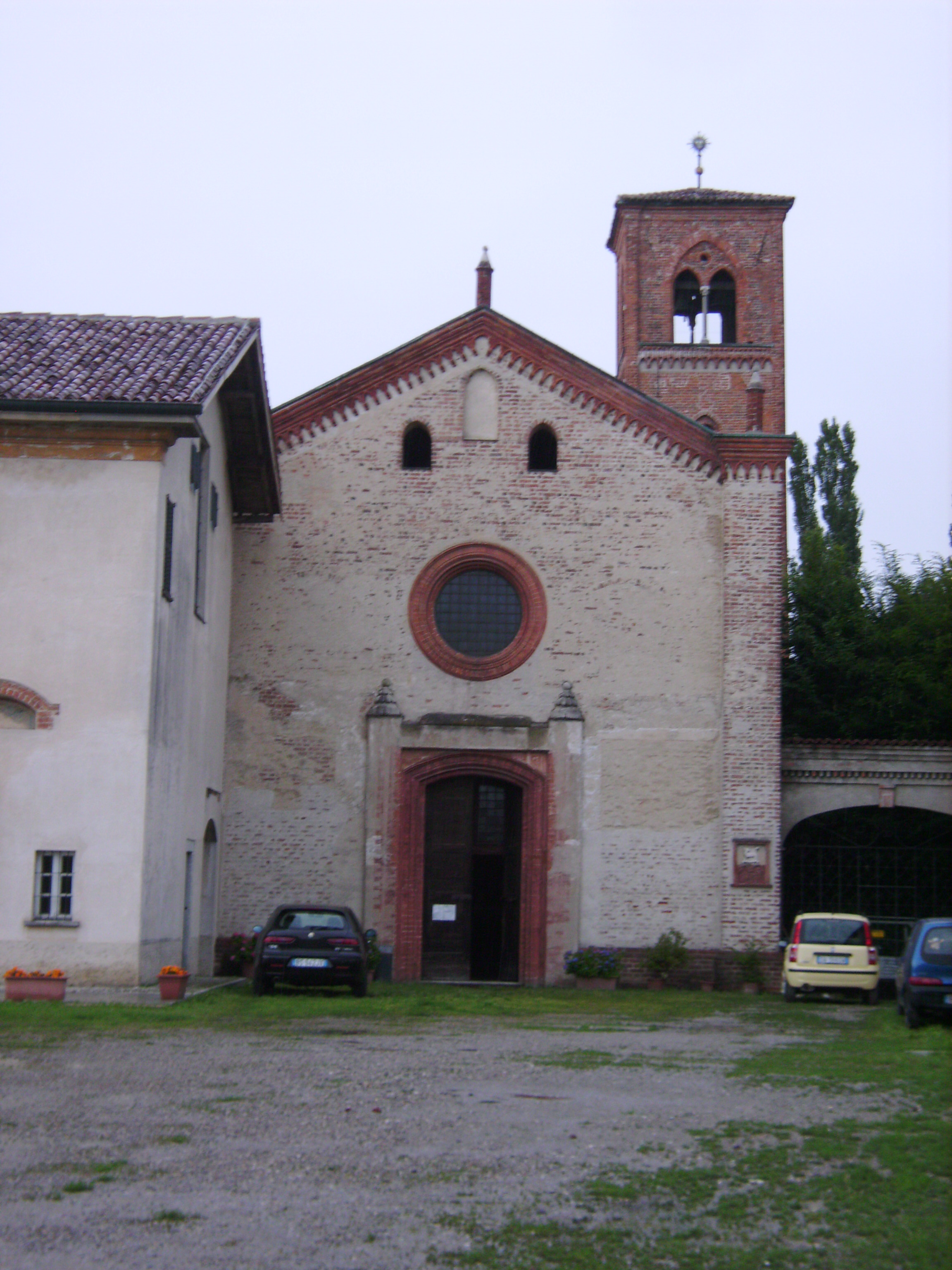
Facciata della chiesa

Mirasole era una delle cascine-abbazie (tenute dall'ordine degli Umiliati), che si dedicavano alla coltivazione dei campi e alla fabbricazione di panni di lana con sistemi innovativi per l'epoca: Mirasole possedeva le uniche macchine del circondario che rendevano possibile la trasformazione della lana in feltro.
La chiesa di Santa Maria Assunta, cuore religioso dell'Abbazia, fu costruita tra la fine del Trecento e l'inizio del Quattrocento. Più antico è il campanile, risalente al Duecento.
Intorno alla grangia costituita dall'abbazia e dalle sue attività economiche si sviluppò il centro di Opera.
L'ordine fu soppresso nel 1571 e l'abbazia fu officiata dagli Olivetani. Il complesso finì in commenda, e i beni passarono al Collegio Elvetico. Nel 1797, l'intera struttura dell'Abbazia venne assegnata da Napoleone in proprietà alla 'Fondazione Policlinico' di Milano che, anche sotto l'impulso dell'Associazione per l'Abbazia di Mirasole, costituitasi nel 1981, ne curò i restauri. Vi si tengono in ottobre concerti di musica sacra.
Il 22 febbraio 2013, cinquecento anni dopo la partenza degli ultimi inquilini religiosi dell'Abbazia, la Fondazione Policlinico di Milano affidò il complesso monastico in comodato gratuito per 99 anni all'ordine dei Canonici regolari premostratensi.
Nel mese di luglio 2015 i canonici presenti nell'Abbazia comunicarono alla Fondazione Policlinico di Milano il recesso dal contratto di comodato a seguito della riduzione del loro numero da 12 a 5. Secondo una notizia pubblicata nell'edizione online del Corriere della Sera del 13 settembre 2015 gli accordi stipulati previdero la permanenza dei religiosi nell'Abbazia fino al 29 giugno 2016, lasciata nonostante i molti interventi sull'edificio pagati dal loro Ordine (circa un milione di euro).
A seguito della partenza dei canonici, la gestione dell'Abbazia passò a due fondazioni attive nel supporto di famiglie in difficoltà.

## Architettura
Il complesso si articola intorno ad una corte, con l'ingresso sormontato da una torre duecentesca, su cui si affacciano i laboratori e gli edifici agricoli, il chiostro primo quattrocentesco (restituito alla sua originaria bellezza con i restauri iniziati negli anni 80, è destinato ad ospitare la biblioteca medico-storica e la quadreria dei benefattori dell'Ospedale Maggiore di Milano, al quale appartiene l'intero complesso da quando l'Ordine degli umiliati fu soppresso) e la chiesa, dedicata a Santa Maria Assunta (XIV secolo).
La facciata della chiesa, rivolta a sud, simbolicamente, suggerisce lo sguardo rivolto a Cristo, come sole della vita. È caratterizzata da un rosone e da due bassorilievi in terracotta risalenti alla fine del XIV secolo raffiguranti un "Agnus Dei", antica insegna degli Umiliati, e la celebrazione di una Messa. L'interno, a navata unica, presenta nel presbiterio una volta affrescata con le figure dei quattro Evangelisti, mentre sulla parete di fondo troviamo la Santissima Trinità, circondata da angeli, e la Vergine Assunta (affresco databile tra il 1460 e il 1470). Sul lato est troviamo una cappella dedicata alla Natività della Vergine, (1575-76). 

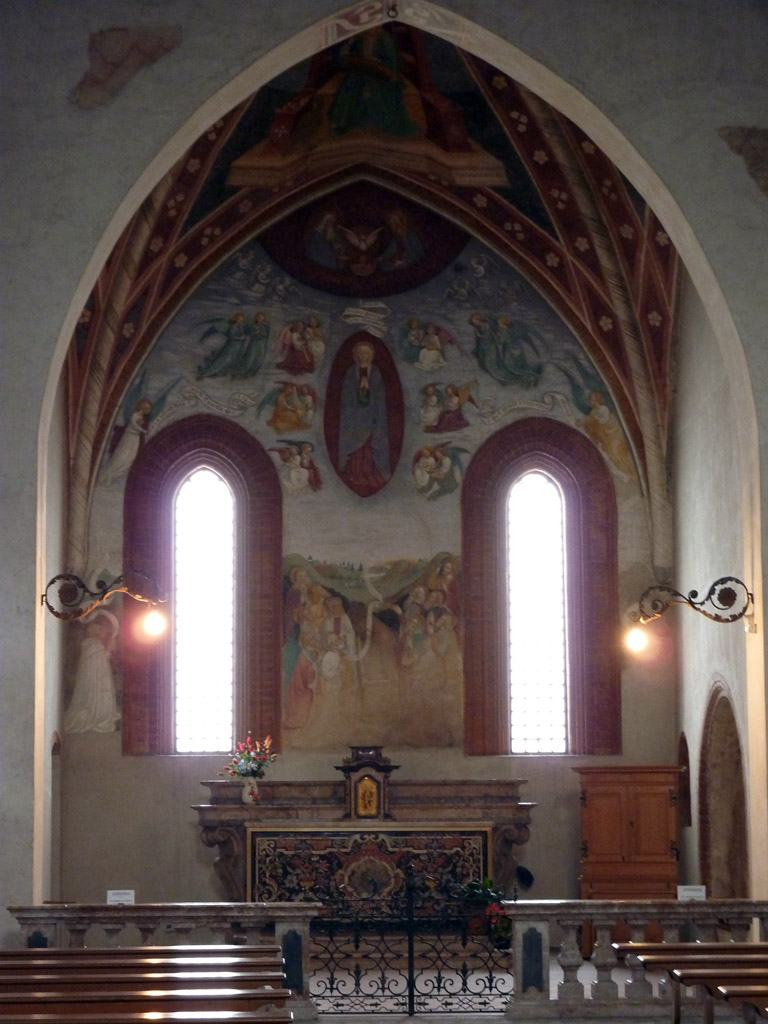
L'interno della chiesa

Il chiostro presenta un porticato scandito da archi e colonne in pietra, su una delle quali poggia un capitello con scolpito lo stemma di Mirasole, un sole raggiante dal volto umano delimitato dalla falce di luna, entrambi legati ai lavori agricoli (ora simbolo della Città Metropolitana di Milano).
Qui si trovavano il refettorio e l'aula delle riunioni, a sud gli spazi amministrativi dell'Abbazia, a nord la sagrestia, la sala capitolare e, infine, dopo il passaggio verso gli orti, la sala del priore con un'imponente colonna centrale.

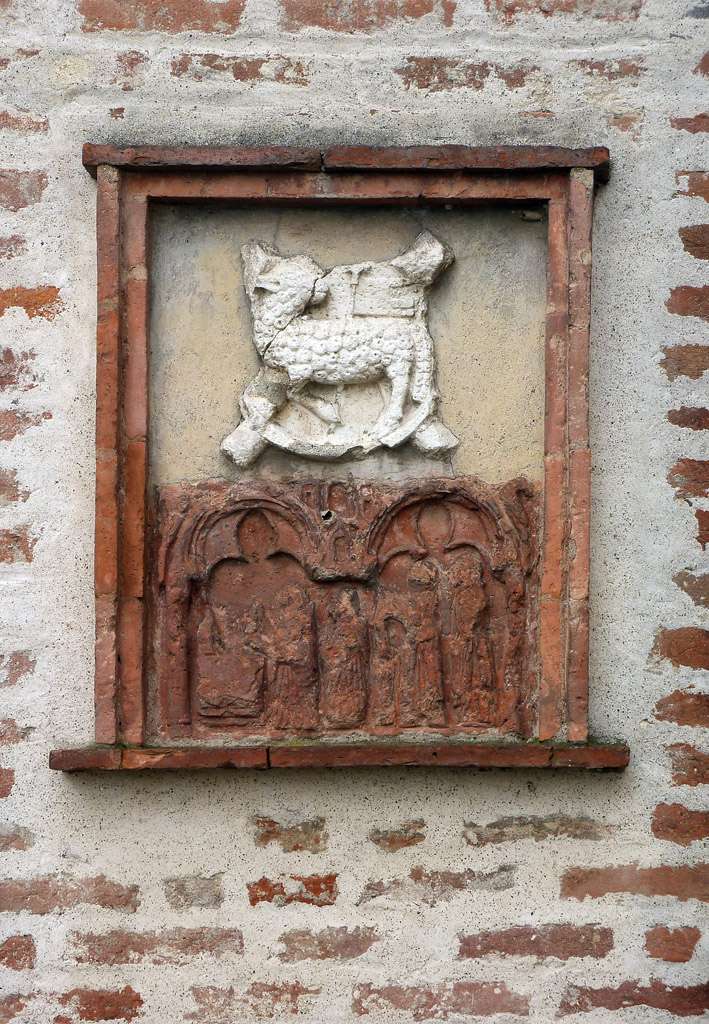
Il bassorilievo sulla facciata

## Ordine degli Umiliati
Gli Umiliati furono un ordine sacerdotale che ebbe origine da un profondo desiderio di rinnovamento spirituale e morale e da un forte desiderio di ritorno a un Cristianesimo incorrotto. Le loro comunità erano formate da intere famiglie che si dedicavano alla lavorazione della lana. Quando papa Innocenzo III li riconobbe ufficialmente come ordine, essi si suddivisero in tre "classi": la prima, formata da frati e suore, la seconda da laici e la terza da coloro che, pur seguendo i principi degli Umiliati, vivevano con le proprie famiglie.
Il loro credo: lavorare per assolvere a un dovere morale da perseguire con dedizione, in totale silenzio con le sole pause per i pasti e per le preghiere.
Negli insediamenti degli Umiliati, la collocazione degli edifici ruota attorno alla corte agricola: chiesa, chiostro, abitazioni, luoghi di lavoro costituiscono un tutt'uno. Una specie di monastero-cascina, con ingresso fortificato come il Castello di Carpiano. Questo schema a Mirasole è rimasto ben visibile ancora oggi.
L'ordine fu soppresso nel 1571.

## Ordine dei Premostratensi

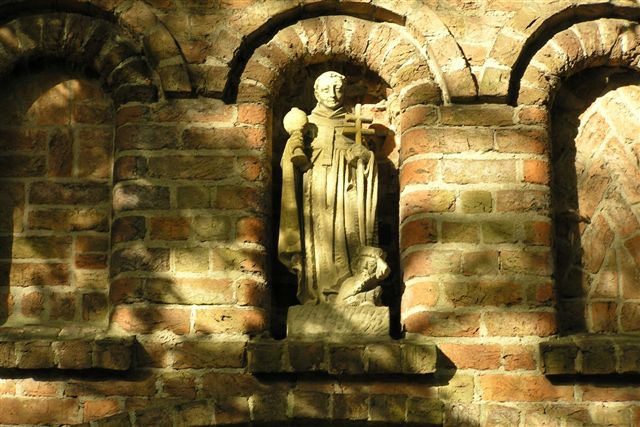
San Norberto, Fondatore dell'ordine premostratense

La vita dell'Ordine Premostratense, fondato da San Norberto di Prémontré, si organizza intorno a comunità, detti priorati, i quali, una volta raggiunto un certo numero di fratelli e un'autonomia economica e trovato una casa stabile, potevano diventare abbazie autonome.
L'intenzione dei Premostratensi che hanno abitato nell'abbazia di Mirasole era di «aprire quotidianamente il complesso, sia come luogo di accoglienza spirituale, sia come meta turistica e culturale». Il contratto prevedeva che fossero i canonici, dal momento del loro ingresso, a occuparsi della manutenzione dell'edificio e a sostenerne le spese e in effetti, durante la breve permanenza (tre anni circa, fino al 2016) vi avrebbero speso (secondo i media) un milione di euro per riadattare l'edificio ma dovettero abbandonarlo per mancanza di vocazioni.